# Attaphila fungicola
Attaphila fungicola är en kackerlacksart som beskrevs av Wheeler 1900. Attaphila fungicola ingår i släktet Attaphila och familjen småkackerlackor. Inga underarter finns listade.